# Martino Ignazio Caracciolo
Martino Ignazio Caracciolo, anche detto Innico, (Martina Franca, 8 luglio 1713 – Madrid, 6 agosto 1754) è stato un arcivescovo cattolico, diplomatico e politico italiano al servizio della Santa Sede.

## Biografia
Era figlio del duca di Martina Francesco Maria Caracciolo e Eleonora Caetani di Sermoneta. Nel 1720 si recò a Roma dove ottenne la laurea in utroque iure il 21 febbraio 1737. Inizia la sua carriera ecclesiastico-giuridica come referendario del tribunale delle segnature. Nel 1740 divenne prelato nella Congregazione dell'immunità ecclesiastica e dal 1741, ponente della Sacra Consulta e prelato della Fabbrica di San Pietro.
Per suo volere, papa Benedetto XIV lo nominò arcivescovo titolare di Calcedonia e lo consacrò il 21 dicembre 1743 alla presenza dell'arcivescovo titolare di Anazarbo Giuseppe Saporiti e di Michele Maria Vincentini, arcivescovo titolare di Teodosia. Fu nominato Assistente al Soglio Pontificio il 22 dicembre e nominato nunzio apostolico a Venezia il 30 dicembre. Gli fu assegnata una rendita di 6000 ducati annui, proventi dell'abbazia di San Giovanni in Fiore di Cosenza, di cui divenne abate commendatario.
Durante la sua permanenza a Venezia dovette affrontare la questione della suddivisione del patriarcato di Aquileia, fra Repubblica veneta e Sacro Romano Impero che portò alla rottura dei rapporti diplomatici con la Serenissima il 25 luglio 1750, che richiamò il suo ambasciatore dallo Stato Pontificio, Pietro Andrea Cappello. Caracciolo ritornò il 6 febbraio 1751, dopo un breve soggiorno nella Legazione di Ferrara.
Il 20 dicembre 1753 fu destinato alla nunziatura apostolica in Spagna, ma si ammalò gravemente e morì a Madrid il 6 agosto 1754, a causa del clima.

## Genealogia episcopale
La genealogia episcopale è:
- Cardinale Scipione Rebiba
- Cardinale Giulio Antonio Santori
- Cardinale Girolamo Bernerio, O.P.
- Arcivescovo Galeazzo Sanvitale
- Cardinale Ludovico Ludovisi
- Cardinale Luigi Caetani
- Cardinale Ulderico Carpegna
- Cardinale Paluzzo Paluzzi Altieri degli Albertoni
- Papa Benedetto XIII
- Papa Benedetto XIV
- Arcivescovo Martino Ignazio Caracciolo